# Cui Yongxi
Cui Yongxi, kinesiska: 崔永熙; även känd som Jacky Cui, född 28 maj 2003 i Yulin, är en kinesisk professionell basketspelare (SG) som spelar för Brooklyn Nets i National Basketball Association (NBA).
Han har också spelat som proffs i Kina.
Cui deltog även vid de asiatiska spelen 2022 i Hangzhou, där han var med och bärgade bronsmedalj med det kinesiska basketlandslaget.
Han blev aldrig NBA-draftad.